# Königliches Schloss (Belgrad)

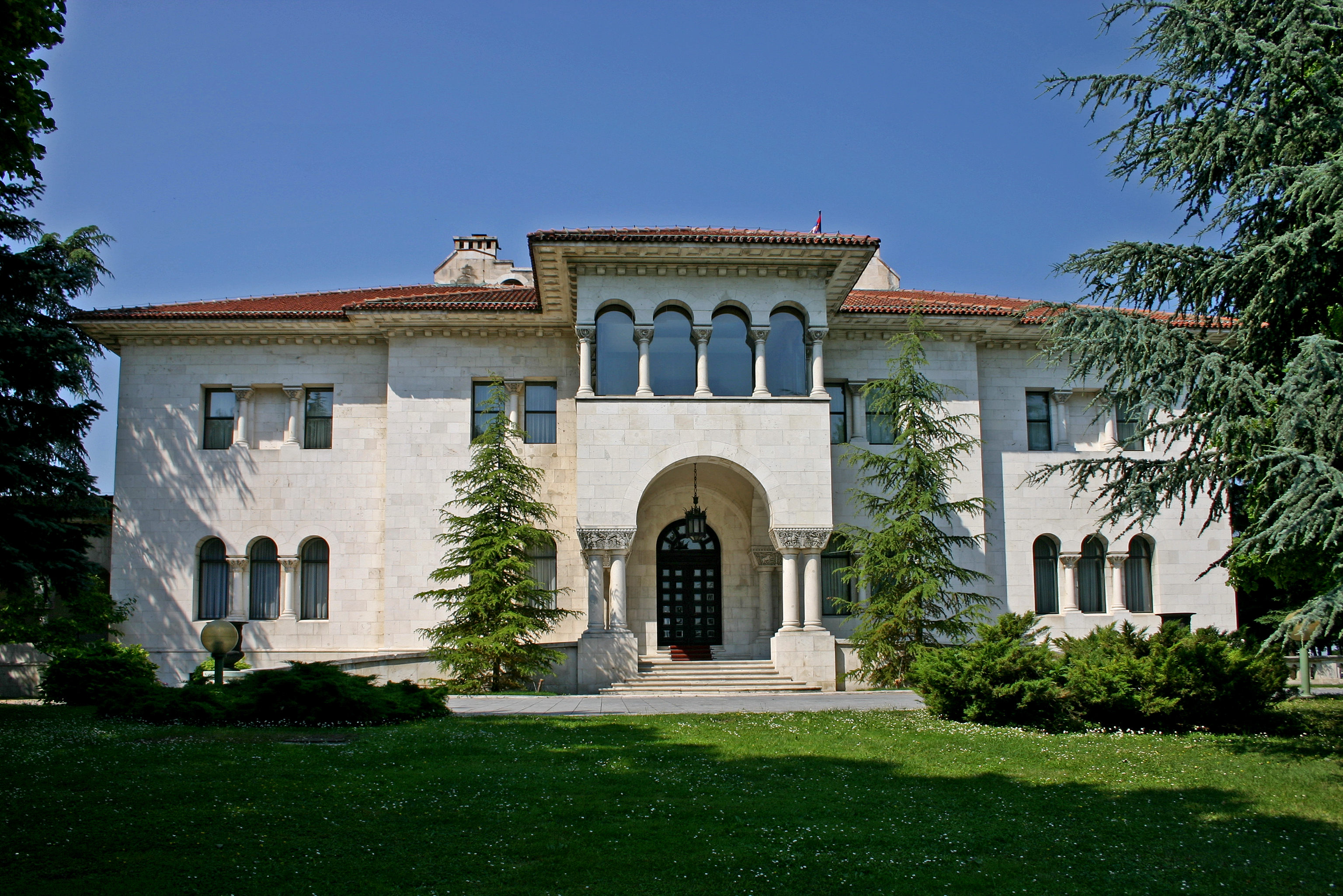
Das Königliche Schloss zu Belgrad

Das Königliche Schloss (serbisch Краљевски двор Kraljewski dwor) liegt zusammen mit dem Weißen Palais auf dem höchsten Hügel des Stadtviertels Dedinje in der serbischen Hauptstadt Belgrad.

## Beschreibung
Das Königliche Schloss wurde auf Anordnung von König Alexandar I. Karadordević zwischen 1921 und 1929 erbaut. Es handelt sich um ein neobyzantinisches Bauwerk aus weißem Marmor. Zum 135 Hektar großen Komplex gehört auch die serbisch-orthodoxe Kapelle des Heiligen Apostel Andreas, die über eine Kolonnade mit dem Schloss verbunden ist.
Im Erdgeschoss befinden sich die im Stil der Neorenaissance gehaltene  Bibliothek, das königliche Kabinett, der Goldene Salon, der Festsaal und der im Stil des Neobarock gestaltete Blaue Salon. Unter den Gemälden im Schloss ragen die Heilige Familie von Jacopo Palma des Älteren im Goldenen Salon sowie Venus und Adonis von Nicolas Poussin im Blauen Salon heraus. Die Sammlung umfasst außerdem Marmorskulpturen von Ivan Mestrović (Selbstbildnis, Miloš Obilić, Sphinx), Toma Rosandićs (Njegoš) und zwei römische Kopien von Lysipps Ringern.
Die Räumlichkeiten im ersten Obergeschoss wurden 2003 den Erben der Königsfamilie als private Gemächer überlassen, die dort häufig Benefizveranstaltungen organisieren, während die übrigen Säle weiterhin als öffentliches Museum dienen.
Im Untergeschoss befinden sich Räumlichkeiten, die nach Vorbildern des Kremls geschmückt sind. Hier liegen auch die Halle von Dušans Hochzeit, die nach Motiven der gleichnamigen Volksdichtung geschmückt ist, sowie ein Kino.